# Lemberg, Saskatchewan
Lemberg är en ort i Kanada.   Den ligger i provinsen Saskatchewan, i den sydöstra delen av landet, 2 100 km väster om huvudstaden Ottawa. Lemberg ligger 614 meter över havet och antalet invånare är 274.
Terrängen runt Lemberg är platt. Trakten runt Lemberg är nära nog obefolkad, med mindre än två invånare per kvadratkilometer.. Det finns inga andra samhällen i närheten.
Trakten runt Lemberg består till största delen av jordbruksmark.